# Pharsalia malasiaca
Pharsalia malasiaca är en skalbaggsart som beskrevs av Thomson 1864. Pharsalia malasiaca ingår i släktet Pharsalia och familjen långhorningar. Inga underarter finns listade i Catalogue of Life.